# Хосейнабад (Демавенд)
Хосейнабад (перс. حسینآباد‎) — село на севере Ирана, в остане Тегеран. Входит в состав шахрестана Демавенд. Является частью дехестана (сельского округа) Терруд бахша Меркези.

## География
Село находится в восточной части остана, в долине реки Рудханейе-Демавенд, к югу от автодороги 79, на расстоянии приблизительно 2 километров (по прямой) к юго-юго-западу от города Демавенд, административного центра шахрестана. Абсолютная высота — 1731 метр над уровнем моря.

## Население
По данным переписи 2006 года население села составляло 56 человек (28 мужчин и 28 женщин). В Хосейнабаде насчитывалось 12 домохозяйств. Уровень грамотности населения составлял 57,1 %. Уровень грамотности среди мужчин составлял 57,1 %, среди женщин — 57,1 %.
В 2016 году в селе имелось 12 домохозяйств и проживало 37 человек (16 мужчин и 21 женщина).
Среди жителей распространён диалект демавенди мазандеранского языка.